# Tonny Springer
Tonny Springer   (Scheveningen, 13 de febrer de 1926 - Zeist, 7 de desembre de 2011) va ser un matemàtic neerlandès.

## Vida i obra
Springer va estudiar matemàtiques a la universitat de Leiden, en la qual es va doctorar el 1951 amb una tesi, dirigida per Hendrik Kloosterman, sobre transformacions simplèctiques. El curs següent (1951-1952) va treballar a la universitat de Nancy sota la direcció de Jean Dieudonné i Laurent Schwartz. A continuació va tornar a Leiden, però el 1955 va ser nomenat professor de la universitat d'Utrecht dela qual ja no es va moure fins que el 1991 va passar a ser professor emèrit. També va ser professor visitant o invitat a nombroses universitats europees, americanes o australianes.
El seu camp de recerca va ser l'àlgebra i els grups lineals algebraics, temes sobre els que va publicar quatre llibre i més d'un centenar d'articles científics. Els seus treballs el van portar a desenvolupar una teoria sobre l'àlgebra de Steinberg i a definir un nou tipus de fibrat que avui porta el seu nom.